# カール・ダグラス
カール・ダグラス（Carl Douglas、1942年5月10日 - ）は、ジャマイカ出身の歌手。

## 来歴
ジャマイカとカリフォルニアで育ち、イギリスで音響工学を学ぶ。イギリスで歌手として活動を開始し、下積み時代はローカルグループを転々とした。1972年にインド出身の音楽プロデューサー、ビドゥーと知り合い、リチャード・ラウンドトゥリー主演の映画『Embassy』のサウンドトラックを共同制作する。
1974年、当時流行していたカンフーを題材にしたシングル「吼えろ! ドラゴン」（Kung Fu Fighting）をビドゥーのプロデュースで発表。初めはB面に収録される予定だった。全米Billboard Hot 100と全英シングルチャートの両方で1位を記録、世界中で400万枚以上を売り上げ、ダグラスはジャマイカ出身のアーティストとして初めてアメリカで首位に立った。1998年にはBus Stop featuring Carl Douglas名義で再録され、全英シングルチャートで8位を記録。
現在は制作側に回り、ドイツ・ハンブルクで映画や広告に音楽を供給する制作プロダクションを経営している。

## ディスコグラフィ

### アルバム
- 『カン・フー・ファイター/吼えろ! ドラゴン』 - Kung Fu Fighter (1974年)
- Love Peace and Happiness (1977年)
- Keep Pleasing Me (1978年)

### シングル
- "Crazy Feeling" (1964年) ※with The Big Stampede
- "Serving a Sentence of Life" (1968年)
- "Eeny Meeny" (1969年)
- "Somebody Stop This Madness" (1972年)
- 「吼えろ! ドラゴン」 - "Kung Fu Fighting" (1974年)
- 「ダンス・ザ・カン・フー」 - "Dance the Kung Fu" (1974年)
- 「シャンハイ・カン・フー」 - "Shanghai'd" (1977年)
- 「恋はラン・バック」 - "Run Back" (1977年)
- 「人間風車〜ビル・ロビンソンのテーマ」 - "Blue Eyed Soul" (1978年) ※「ダンス・ザ・カン・フー」B面曲の再発
- "Kung Fu Fighting" (1998年) ※再発 with Bus Stop